# Eredivisie 2009/10 (mannenvoetbal)/Transfers zomer
Dit is een lijst van transfers uit de Nederlandse Eredivisie in de zomer van het jaar 2009, als voorbereiding op het seizoen 2009/10. Hierin staan alleen transfers die clubs uit de Eredivisie hebben voltooid.
De transferperiode duurt van 1 juli 2009 tot en met 1 september. Deals mogen op elk moment van het jaar gesloten worden, maar de transfers zelf mogen pas in de transferperiodes plaatsvinden. Transfervrije spelers (spelers zonder club) mogen op elk moment van het jaar gestrikt worden.
| Speler                   | Nationaliteit         | Oude club                | Nieuwe club              | Extra                                                |
| ------------------------ | --------------------- | ------------------------ | ------------------------ | ---------------------------------------------------- |
| Eric Addo                | Ghana                 | PSV                      | Roda JC                  | Transfervrij, was al verhuurd                        |
| Kemy Agustien            | Nederland             | AZ                       | RKC Waalwijk             | Verhuurd, was verhuurd aan Birmingham City           |
| Achmed Ahahaoui          | Nederland             | Go Ahead Eagles          | VVV-Venlo                | Transfervrij                                         |
| Nashat Akram             | Irak                  | Al-Gharafa               | FC Twente                | Transfervrij                                         |
| Jeffrey Altheer          | Nederland             | Feyenoord                | Helmond Sport            | Transfervrij, was verhuurd aan Excelsior             |
| Bruno Appels             | Nederland             | Willem II                | FC Den Bosch             | Transfervrij                                         |
| Samuel Armenteros        | Zweden                | sc Heerenveen            | Heracles Almelo          | Transfervrij                                         |
| Marko Arnautović         | Oostenrijk            | FC Twente                | Internazionale           | Verhuurd                                             |
| Nana Asare               | Ghana                 | KV Mechelen              | FC Utrecht               | Circa € 1.500.000, -                                 |
| Oussama Assaidi          | Marokko               | De Graafschap            | sc Heerenveen            |                                                      |
| Kevin van Assouw         | Nederland             | RKC Waalwijk             | FC Eindhoven             | Transfervrij, was al verhuurd                        |
| Thimothée Atouba         | Kameroen              | Hamburger SV             | AFC Ajax                 | Transfervrij                                         |
| Stefan Babović           | Servië                | FC Nantes                | Feyenoord                | Verhuurd                                             |
| Lukáš Bajer              | Tsjechië              | Heracles Almelo          | Sigma Olomouc            | Was verhuurd                                         |
| Tim Bakens               | Nederland             | FC Volendam              | Sparta Rotterdam         | Transfervrij                                         |
| Marcus Berg              | Zweden                | FC Groningen             | Hamburger SV             | Circa € 10.000.000, -                                |
| Ricky van den Bergh      | Nederland             | Heracles Almelo          | ADO Den Haag             | Transfervrij                                         |
| Arjen Bergsma            | Nederland             | sc Heerenveen            | FC Emmen                 | Verhuurd                                             |
| Jhon van Beukering       | Nederland             | N.E.C.                   | De Graafschap            | Verhuurd, was al verhuurd                            |
| Nino Beukert             | Nederland             | Heracles Almelo          | SV Meppen                | Transfervrij                                         |
| Emmanuel Boakye          | Ghana                 | Heracles Almelo          | Sparta Rotterdam         | Transfervrij                                         |
| Darko Bodul              | Bosnië en Herzegovina | AFC Ajax                 | Sparta Rotterdam         | Verhuurd                                             |
| Derk Boerrigter          | Nederland             | FC Zwolle                | RKC Waalwijk             | Transfervrij                                         |
| Mark van den Boogaart    | Nederland             | N.E.C.                   | Real Murcia              | Transfervrij                                         |
| Rachid Bouaouzan         | Nederland             | N.E.C.                   | Wigan Athletic           | Was verhuurd                                         |
| Nourdin Boukhari         | Marokko               | NAC Breda                | Kasımpaşa                | Transfervrij                                         |
| Ali Boussaboun           | Marokko               | FC Utrecht               | Al-Nasr                  |                                                      |
| Ruud Boymans             | Nederland             | Fortuna Sittard          | VVV-Venlo                | Circa € 100.000, -                                   |
| Edson Braafheid          | Nederland             | FC Twente                | Bayern München           | Circa € 2.000.000, -                                 |
| Jérémie Bréchet          | Frankrijk             | PSV                      | FC Sochaux               | Circa € 1.000.000, -                                 |
| Jordy Brouwer            | Nederland             | RKC Waalwijk             | Liverpool                | Was verhuurd                                         |
| Jaime Bruinier           | Nederland             | Vitesse                  | AGOVV                    | Transfervrij, was al verhuurd                        |
| Marciano Bruma           | Nederland             | Barnsley                 | Willem II                | Transfervrij                                         |
| Kees van Buuren          | Nederland             | FC Utrecht               | FC Den Bosch             | Transfervrij                                         |
| Tom Caluwé               | België                | FC Utrecht               | Al-Wakrah                |                                                      |
| Fabio Caracciolo         | België                | ADO Den Haag             | FC Den Bosch             | Verhuurd                                             |
| David Carney             | Australië             | Sheffield United         | FC Twente                | Transfervrij                                         |
| Sekou Cissé              | Ivoorkust             | Roda JC                  | Feyenoord                | Circa € 3.500.000, -                                 |
| Jürgen Colin             | Nederland             | Sporting Gijón           | RKC Waalwijk             | Transfervrij                                         |
| Jason Čulina             | Australië             | PSV                      | Gold Coast United        | Transfervrij                                         |
| Simon Cziommer           | Duitsland             | AZ                       | Red Bull Salzburg        | Transfervrij, was verhuurd aan FC Utrecht            |
| Tim De Meersman          | België                | ADO Den Haag             | FCV Dender               | Transfervrij                                         |
| Jordy Deckers            | Nederland             | AZ                       | Telstar                  | Verhuurd                                             |
| Donovan Deekman          | Nederland             | sc Heerenveen            | KSC Lokeren              |                                                      |
| Aykut Demir              | Turkije               | NAC Breda                | Gençlerbirliği           | Transfervrij, was verhuurd aan Excelsior             |
| Romano Denneboom         | Nederland             | FC Twente                | Sparta Rotterdam         |                                                      |
| Barry Ditewig            | Nederland             | BV Veendam               | ADO Den Haag             | Transfervrij                                         |
| Stef Doedée              | Nederland             | RKC Waalwijk             | FC Dordrecht             | Transfervrij                                         |
| Ryan Donk                | Nederland             | AZ                       | Club Brugge              | Was verhuurd aan West Bromwich Albion                |
| Henrico Drost            | Nederland             | sc Heerenveen            | VVV-Venlo                | Verhuurd, was verhuurd aan De Graafschap             |
| Jeroen Drost             | Nederland             | sc Heerenveen            | Vitesse                  | Was al verhuurd                                      |
| Igor Đurić               | Servië                | FK Vojvodina             | sc Heerenveen            | Circa € 1.000.000, -                                 |
| Rens van Eijden          | Nederland             | PSV                      | N.E.C.                   | Was verhuurd aan Willem II                           |
| Sherif Ekramy            | Egypte                | Feyenoord                | El Gouna                 |                                                      |
| Samir El Gaaouiri        | Nederland             | VVV-Venlo                | KSV Roeselare            | Transfervrij                                         |
| Samir El Moussaoui       | Nederland             | ADO Den Haag             | Excelsior                | Transfervrij                                         |
| Eljero Elia              | Nederland             | FC Twente                | Hamburger SV             | Circa € 9.000.000, -                                 |
| Rasmus Elm               | Zweden                | Kalmar FF                | AZ                       | Circa € 3.000.000, -                                 |
| Thomas Enevoldsen        | Denemarken            | Aalborg BK               | FC Groningen             | Circa € 1.250.000, -                                 |
| Orlando Engelaar         | Nederland             | Schalke 04               | PSV                      | Circa € 4.000.000, -                                 |
| Kermit Erasmus           | Zuid-Afrika           | Feyenoord                | Excelsior                | Verhuurd                                             |
| Agil Etemadi             | Iran                  | sc Heerenveen            | FC Emmen                 | Verhuurd                                             |
| Robin Faber              | Nederland             | ADO Den Haag             | FC Eindhoven             | Transfervrij                                         |
| Karim Fachtali           | Marokko               | N.E.C.                   | FC Oss                   | Transfervrij, was al verhuurd                        |
| Samir Fazli              | Macedonië             | FK Makedonija            | sc Heerenveen            |                                                      |
| Erton Fejzullahu         | Zweden                | Mjällby AIF              | N.E.C.                   | Circa € 520.000, -                                   |
| Lesly Fellinga           | Haïti                 | sc Heerenveen            | Toronto FC               | Transfervrij                                         |
| Dani Fernández           | Spanje                | Arsenal Kiev             | Feyenoord                | Circa € 1.200.000, -, was verhuurd aan N.E.C.        |
| Luwamo Garcia            | Angola                | RKC Waalwijk             | Ethnikos Asteras         | Transfervrij                                         |
| Dennis Gentenaar         | Nederland             | AFC Ajax                 | VVV-Venlo                | Transfervrij                                         |
| Patrick Gerritsen        | Nederland             | FC Twente                | Go Ahead Eagles          | Verhuurd                                             |
| Reza Ghoochannejhad      | Iran                  | sc Heerenveen            | Go Ahead Eagles          | Transfervrij, was verhuurd aan FC Emmen              |
| Serdar Gökkaya           | Nederland             | Heracles Almelo          | Gölbaşıspor              | Transfervrij                                         |
| Harrie Gommans           | Nederland             | KSV Roeselare            | Roda JC                  | Was verhuurd                                         |
| Serginho Greene          | Nederland             | Feyenoord                | Vitesse                  | Transfervrij                                         |
| Christophe Grégoire      | België                | RSC Charleroi            | Willem II                | Was verhuurd                                         |
| Cedric van der Gun       | Nederland             | FC Utrecht               | Swansea City             | Transfervrij                                         |
| Hans van de Haar         | Nederland             | ADO Den Haag             | AGOVV                    | Transfervrij, was al verhuurd                        |
| André Hanssen            | Noorwegen             | sc Heerenveen            | FK Bodø/Glimt            | Transfervrij                                         |
| Erik Heijblok            | Nederland             | De Graafschap            | AZ                       |                                                      |
| Jan-Arie van der Heijden | Nederland             | AFC Ajax                 | Willem II                | Verhuurd                                             |
| Paulo Henrique           | Brazilië              | sc Heerenveen            | Palmeiras                | Circa € 1.500.000, -                                 |
| Youssouf Hersi           | Nederland             | FC Twente                | AEK Athene               | Geruild tegen Hetemaj                                |
| Përparim Hetemaj         | Finland               | AEK Athene               | FC Twente                | Geruild tegen Hersi                                  |
| Nicky Hofs               | Nederland             | Feyenoord                | Vitesse                  | Was al verhuurd                                      |
| Rick Hoogendorp          | Nederland             | ADO Den Haag             | VfL Wolfsburg            | Was verhuurd                                         |
| Olivier ter Horst        | Nederland             | PSV                      | Heracles Almelo          | Transfervrij                                         |
| Csaba Horváth            | Slowakije             | AS Trenčín               | ADO Den Haag             | Circa € 200.000, -, was al verhuurd                  |
| Robin Huisman de Jong    | Nederland             | sc Heerenveen            | BV Cloppenburg           | Transfervrij, was verhuurd aan FC Emmen              |
| Fouad Idabdelhay         | Nederland             | NAC Breda                | RKC Waalwijk             | Verhuurd                                             |
| Raily Ignacio            | Nederland             | RKVV Westlandia          | ADO Den Haag             | Transfervrij                                         |
| Aleksandar Ignjatović    | Servië                | FK Borac Čačak           | Feyenoord                | Verhuurd                                             |
| Kim Jaggy                | Zwitserland           | Sparta Rotterdam         | Skoda Xanthi             | Transfervrij                                         |
| Gaby Jallo               | Irak                  | FC Twente                | Heracles Almelo          | Transfervrij                                         |
| Michał Janota            | Polen                 | Feyenoord                | Excelsior                | Verhuurd                                             |
| Michael Jansen           | Nederland             | SC Cambuur               | FC Groningen             | Transfervrij                                         |
| Tim Janssen              | Nederland             | N.E.C.                   | Esbjerg fB               | Circa € 470.000, -                                   |
| Julian Jenner            | Nederland             | AZ                       | SBV Vitesse              | Was al verhuurd                                      |
| Timmi Johansen           | Denemarken            | sc Heerenveen            | Odense BK                | Transfervrij, was al verhuurd                        |
| Luuk de Jong             | Nederland             | De Graafschap            | FC Twente                | Circa € 900.000, -                                   |
| Calvin Jong-A-Pin        | Nederland             | sc Heerenveen            | Vitesse                  | Verhuurd                                             |
| Mads Junker              | Denemarken            | Vitesse                  | Roda JC                  | Verhuurd                                             |
| Ekrem Kahya              | Nederland             | ADO Den Haag             | HBS-Craeyenhout          | Transfervrij                                         |
| Sinan Kaloğlu            | Turkije               | VfL Bochum               | Vitesse                  | Transfervrij                                         |
| Leon Kantelberg          | Nederland             | VVV-Venlo                | FC Eindhoven             | Transfervrij                                         |
| Cees Keizer              | Nederland             | Vitesse                  | FC Zwolle                | Transfervrij, was al verhuurd                        |
| Remco Klaasse            | Nederland             | ADO Den Haag             | HBS-Craeyenhout          | Transfervrij                                         |
| Ragnar Klavan            | Estland               | Heracles Almelo          | AZ                       | Circa € 500.000, -, was al verhuurd                  |
| Glenn Kobussen           | Nederland             | Feyenoord                | Go Ahead Eagles          | Transfervrij                                         |
| Serhat Koç               | Nederland             | FC Eindhoven             | FC Groningen             | Circa € 210.000, -                                   |
| Marnix Kolder            | Nederland             | VVV-Venlo                | BV Veendam               | Verhuurd                                             |
| Toni Kolehmainen         | Finland               | AZ                       | AC Oulu                  | Transfervrij                                         |
| Gerry Koning             | Nederland             | FC Volendam              | sc Heerenveen            | Transfervrij                                         |
| Gijs Koopmans            | Nederland             | FC Groningen             | SC Gronitas              | Transfervrij                                         |
| Michiel Kramer           | Nederland             | NAC Breda                | FC Volendam              | Transfervrij                                         |
| André Krul               | Nederland             | FC Utrecht               | Telstar                  | Verhuurd                                             |
| Nicky Kuiper             | Nederland             | SBV Vitesse              | FC Twente                | Circa € 750.000, -                                   |
| Nick Kuipers             | Nederland             | FC Utrecht               | FC Dordrecht             | Transfervrij                                         |
| Danko Lazović            | Servië                | PSV                      | Zenit Sint-Petersburg    | Circa € 5.000.000, -                                 |
| Lee Chun-soo             | Zuid-Korea            | Feyenoord                | Al-Nassr                 | Circa € 800.000, -, was verhuurd aan Jeonnam Dragons |
| Martin Lejsal            | Tsjechië              | 1. FC Brno               | sc Heerenveen            | Verhuurd                                             |
| Jacob Lensky             | Canada                | Vancouver Whitecaps      | FC Utrecht               | Transfervrij                                         |
| Leonardo                 | Brazilië              | AFC Ajax                 | NAC Breda                | Transfervrij                                         |
| Evgeniy Levchenko        | Oekraïne              | FC Groningen             | FK Satoern               | Transfervrij                                         |
| Ohad Levita              | Israël                | Hapoel Kefar Saba        | RKC Waalwijk             | Transfervrij                                         |
| Antoine van der Linden   | Nederland             | CS Marítimo              | Heracles Almelo          | Transfervrij                                         |
| Cecilio Lopes            | Curaçao               | sc Heerenveen            | FC Zwolle                | Verhuurd, was verhuurd aan FC Dordrecht              |
| Hernán Losada            | Argentinië            | RSC Anderlecht           | sc Heerenveen            | Verhuurd                                             |
| John Lubbers             | Nederland             | Heracles Almelo          | Excelsior '31            | Transfervrij                                         |
| Theo Lucius              | Nederland             | Feyenoord                | Clubloos                 |                                                      |
| Gijs Luirink             | Nederland             | AZ                       | RKC Waalwijk             | Verhuurd                                             |
| Albert Luque             | Spanje                | AFC Ajax                 | Málaga CF                | Transfervrij, was al verhuurd                        |
| Mark van der Maarel      | Nederland             | HFC Haarlem              | FC Utrecht               | Transfervrij                                         |
| Rob Maas                 | Nederland             | RKC Waalwijk             | Gestopt                  |                                                      |
| Niki Mäenpää             | Nederland             | FC Den Bosch             | Willem II                | Transfervrij                                         |
| Mike Mampuya             | Nederland             | VVV-Venlo                | Helmond Sport            | Transfervrij                                         |
| Reimond Manco            | Peru                  | Willem II                | PSV                      | Was verhuurd                                         |
| Stanislav Manolev        | Bulgarije             | Litex Lovetsj            | PSV                      | Circa € 3.100.000, -                                 |
| Angelo Martha            | Nederland             | Willem II                | FC Den Bosch             | Transfervrij                                         |
| Danny Mathijssen         | Nederland             | Willem II                | Clubloos                 |                                                      |
| Paul Matthijs            | Nederland             | FC Groningen             | BV Veendam               | Transfervrij                                         |
| Martijn Meerdink         | Nederland             | FC Groningen             | De Graafschap            | Transfervrij                                         |
| Marcel Meeuwis           | Nederland             | Roda JC                  | Borussia Mönchengladbach | Circa € 1.700.000, -                                 |
| Haim Megrelishvili       | Israël                | Vitesse                  | Clubloos                 | Was verhuurd aan Maccabi Tel Aviv                    |
| Edison Méndez            | Ecuador               | PSV                      | LDU Quito                | Circa € 300.000, -                                   |
| Dries Mertens            | België                | AGOVV                    | FC Utrecht               | Circa € 600.000, -                                   |
| Mohamed Messoudi         | België                | Willem II                | KV Kortrijk              | Transfervrij                                         |
| Shkodran Metaj           | Nederland             | FC Groningen             | RKC Waalwijk             | Verhuurd                                             |
| Rihairo Meulens          | Nederland             | Vitesse                  | Roda JC                  | Transfervrij, was verhuurd aan FC Dordrecht          |
| Oscar Moens              | Nederland             | Willem II                | Clubloos                 |                                                      |
| Kamohelo Mokotjo         | Zuid-Afrika           | SuperSport United        | Feyenoord                | Circa € 400.000, -, direct verhuurd aan Excelsior    |
| Rogier Molhoek           | Nederland             | AZ                       | SBV Vitesse              | Was al verhuurd                                      |
| Michael Mols             | Nederland             | Feyenoord                | Gestopt                  |                                                      |
| Iderlindo Moreno Freire  | Nederland             | Sparta Rotterdam         | Penafiel                 | Transfervrij                                         |
| Patrick Mtiliga          | Denemarken            | NAC Breda                | Málaga CF                | Transfervrij                                         |
| Ibad Muhamadu            | Nederland             | Willem II                | Dynamo Dresden           | Transfervrij                                         |
| Erwin Mulder             | Nederland             | Excelsior                | Feyenoord                | Was verhuurd                                         |
| Jacob Mulenga            | Zambia                | LB Châteauroux           | FC Utrecht               | Transfervrij                                         |
| Kiki Musampa             | Nederland             | Willem II                | Clubloos                 |                                                      |
| Floribert Ngalula        | Congo-Kinshasa        | Sparta Rotterdam         | Clubloos                 |                                                      |
| Erwin Nieuwboer          | Nederland             | FC Twente                | Heracles Almelo          | Transfervrij                                         |
| Steef Nieuwendaal        | Nederland             | Willem II                | FC Den Bosch             | Transfervrij                                         |
| Norichio Nieveld         | Nederland             | Feyenoord                | Excelsior                | Verhuurd                                             |
| Lasse Nilsson            | Zweden                | AS Saint-Étienne         | Vitesse                  | Transfervrij, was al verhuurd                        |
| Morten Nordstrand        | Denemarken            | FC Kopenhagen            | FC Groningen             | Verhuurd                                             |
| Rachid Ofrany            | Nederland             | VVV-Venlo                | AGOVV                    | Verhuurd                                             |
| George Ogăraru           | Roemenië              | Steaua Boekarest         | AFC Ajax                 | Was verhuurd                                         |
| André Ooijer             | Nederland             | Blackburn Rovers         | PSV                      | Transfervrij                                         |
| Andres Oper              | Estland               | Roda JC                  | Shanghai Shenhua         | Transfervrij                                         |
| Andrzej Ornoch           | Canada                | Esbjerg fB               | Heracles Almelo          | Transfervrij                                         |
| Ransford Osei            | Ghana                 | Maccabi Haifa            | FC Twente                | Verhuurd                                             |
| Patrick Paauwe           | Nederland             | Borussia Mönchengladbach | VVV-Venlo                | Transfervrij                                         |
| Bartłomiej Pacuszka      | Polen                 | Heracles Almelo          | FC Twente                | Was verhuurd                                         |
| Marko Pantelić           | Servië                | Hertha BSC               | AFC Ajax                 | Transfervrij                                         |
| Michal Papadopulos       | Tsjechië              | FK Mladá Boleslav        | sc Heerenveen            | Circa € 1.000.000, -                                 |
| Bernard Parker           | Zuid-Afrika           | Thanda Royal Zulu        | FC Twente                | Circa € 1.000.000, -                                 |
| Elias Pech               | Duitsland             | Hertha BSC               | Heracles Almelo          | Transfervrij                                         |
| Luís Pedro               | Angola                | Feyenoord                | Excelsior                | Verhuurd                                             |
| Ariën Pietersma          | Nederland             | RBC Roosendaal           | Willem II                | Was verhuurd                                         |
| Lorenzo Piqué            | Nederland             | Feyenoord                | ADO Den Haag             | Transfervrij                                         |
| Wesley Pollemans         | Nederland             | NAC Breda                | RBC Roosendaal           | Transfervrij                                         |
| Berry Powel              | Nederland             | ADO Den Haag             | De Graafschap            | Verhuurd                                             |
| Danijel Pranjić          | Servië                | sc Heerenveen            | Bayern München           | Circa € 7.700.000, -                                 |
| Jerold Promes            | Nederland             | Sparta Rotterdam         | Telstar                  | Transfervrij                                         |
| Cássio Ramos             | Brazilië              | Sparta Rotterdam         | PSV                      | Was verhuurd                                         |
| Danny van der Ree        | Nederland             | Willem II                | ADO Den Haag             | Transfervrij                                         |
| Peter Reekers            | Nederland             | VVV-Venlo                | Heracles Almelo          | Transfervrij                                         |
| Jordan Remacle           | België                | RKC Waalwijk             | RBC Roosendaal           | Transfervrij, was al verhuurd                        |
| Jeffrey Rijsdijk         | Nederland             | Sparta Rotterdam         | FC Groningen             | Transfervrij                                         |
| Dennis Rommedahl         | Nederland             | N.E.C.                   | AFC Ajax                 | Was verhuurd                                         |
| Yuri Rose                | Nederland             | Sparta Rotterdam         | De Graafschap            | Verhuurd                                             |
| Humphrey Rudge           | Nederland             | RKC Waalwijk             | Gestopt                  |                                                      |
| Bryan Ruiz               | Costa Rica            | AA Gent                  | FC Twente                | Circa € 5.500.000, -                                 |
| Jan-Paul Saeijs          | Nederland             | Southampton              | Roda JC                  | Was verhuurd                                         |
| Sébastien Sansoni        | Frankrijk             | Vitesse                  | FK Chimki                | Transfervrij                                         |
| Gregory Schaken          | Nederland             | FC Utrecht               | Telstar                  | Verhuurd                                             |
| Mitchell Schet           | Nederland             | Feyenoord                | Excelsior                | Verhuurd                                             |
| Robbert Schilder         | Nederland             | AFC Ajax                 | NAC Breda                | Transfervrij                                         |
| Dominique Scholten       | Nederland             | N.E.C.                   | FC Oss                   | Transfervrij, was al verhuurd                        |
| Resit Schuurman          | Nederland             | De Graafschap            | Heracles Almelo          | Transfervrij                                         |
| Levi Schwiebbe           | Nederland             | HFC Haarlem              | ADO Den Haag             | Was verhuurd                                         |
| Aleksander Šeliga        | Slovenië              | NK Celje                 | Sparta Rotterdam         | Circa € 50.000, -                                    |
| Gerson Sheotahul         | Nederland             | FC Volendam              | Willem II                | Transfervrij                                         |
| Etienne Shew-Atjon       | Nederland             | FC Utrecht               | FC Dordrecht             | Transfervrij                                         |
| Khalid Sinouh            | Marokko               | Schalke 04               | FC Utrecht               | Transfervrij                                         |
| Morten Skoubo            | Denemarken            | FC Utrecht               | Roda JC                  | Verhuurd                                             |
| Donovan Slijngard        | Nederland             | AFC Ajax                 | Sparta Rotterdam         | Transfervrij, was al verhuurd                        |
| Arne Slot                | Nederland             | Sparta Rotterdam         | FC Zwolle                | Verhuurd                                             |
| Marnix Smit              | Nederland             | Heracles Almelo          | SVZW Wierden             | Transfervrij                                         |
| Evander Sno              | Nederland             | AFC Ajax                 | Bristol City             | Verhuurd                                             |
| Ferne Snoyl              | Nederland             | RKC Waalwijk             | NAC Breda                | Transfervrij                                         |
| René Stam                | Nederland             | Gestopt                  | ADO Den Haag             |                                                      |
| Jeff Stans               | Nederland             | Excelsior Maassluis      | RKC Waalwijk             | Transfervrij                                         |
| Dalibor Stevanovič       | Slovenië              | Maccabi Petach Tikwa     | Vitesse                  | Transfervrij, was al verhuurd                        |
| Miroslav Stoch           | Slowakije             | Chelsea                  | FC Twente                | Verhuurd                                             |
| Jasar Takak              | Nederland             | Clubloos                 | VVV-Venlo                |                                                      |
| Gertjan Tamerus          | Nederland             | NAC Breda                | AO Trikala               | Transfervrij                                         |
| Virgilio Teixeira        | Nederland             | ADO Den Haag             | SVV Scheveningen         | Transfervrij                                         |
| Dwight Tiendalli         | Nederland             | Feyenoord                | FC Twente                | Transfervrij                                         |
| Henk Timmer              | Nederland             | Feyenoord                | sc Heerenveen            | Transfervrij                                         |
| Cees Toet                | Nederland             | Sparta Rotterdam         | RBC Roosendaal           | Transfervrij, was al verhuurd                        |
| Joël Tshibamba           | Congo-Kinshasa        | N.E.C.                   | FC Oss                   | Verhuurd                                             |
| Oğuzhan Türk             | Nederland             | sc Heerenveen            | SC Cambuur               | Transfervrij, was verhuurd aan Go Ahead Eagles       |
| José Valencia            | Ecuador               | Willem II                | Wuppertaler SV           | Transfervrij, was verhuurd aan FC Eindhoven          |
| Dieter Van Tornhout      | België                | Roda JC                  | Enosis Neon Paralimni    | Transfervrij                                         |
| Kevin Vandenbergh        | België                | Germinal Beerschot       | FC Utrecht               | Was verhuurd                                         |
| Rogier Veenstra          | Nederland             | HFC Haarlem              | NAC Breda                | Was verhuurd                                         |
| Marko Vejinović          | Nederland             | AZ                       | Telstar                  | Verhuurd                                             |
| Jeroen Veldmate          | Nederland             | FC Groningen             | Helmond Sport            | Verhuurd                                             |
| Jeroen Verhoeven         | Nederland             | FC Volendam              | AFC Ajax                 | Circa € 300.000, -                                   |
| Thomas Vermaelen         | België                | AFC Ajax                 | Arsenal                  | Circa € 12.000.000, -                                |
| Krisztián Vermes         | Hongarije             | Sparta Rotterdam         | Újpest                   | Was verhuurd                                         |
| Diogo Viana              | Portugal              | FC Porto                 | VVV-Venlo                | Verhuurd                                             |
| Bjarni Viðarsson         | IJsland               | FC Twente                | KSV Roeselare            |                                                      |
| Tim Vincken              | Nederland             | Feyenoord                | Excelsior                | Verhuurd                                             |
| Kevin Vink               | Nederland             | Excelsior                | RKC Waalwijk             | Was verhuurd                                         |
| Björn Vleminckx          | België                | KV Mechelen              | N.E.C.                   | Circa € 1.750.000, -                                 |
| Jeffrey Vlug             | Nederland             | Sparta Rotterdam         | Clubloos                 | Was verhuurd aan RBC Roosendaal                      |
| Hans Vonk                | Zuid-Afrika           | sc Heerenveen            | Ajax Cape Town           | Transfervrij                                         |
| Rick ten Voorde          | Nederland             | FC Emmen                 | N.E.C.                   | Transfervrij                                         |
| Niels Vorthoren          | Nederland             | Willem II                | FC Den Bosch             | Transfervrij                                         |
| Johan Voskamp            | Nederland             | RKC Waalwijk             | Excelsior                | Was verhuurd                                         |
| Remon de Vries           | Nederland             | Heracles Almelo          | Clubloos                 |                                                      |
| Jagoš Vuković            | Servië                | FK Rad                   | PSV                      | Verhuurd                                             |
| Jasper Waalkens          | Nederland             | PSV                      | Willem II                | Transfervrij                                         |
| Harald Wapenaar          | Nederland             | Sparta Rotterdam         | Gestopt                  |                                                      |
| Boy Waterman             | Nederland             | ADO Den Haag             | AZ                       | Was verhuurd                                         |
| Kevin Wattamaleo         | Nederland             | Feyenoord                | Excelsior                | Verhuurd                                             |
| Nuelson Wau              | Curaçao               | Willem II                | SC Cambuur               | Transfervrij                                         |
| Niels Wellenberg         | Nederland             | FC Twente                | N.E.C.                   | Transfervrij                                         |
| Wellington               | Brazilië              | 1899 Hoffenheim          | FC Twente                | Verhuurd                                             |
| Pontus Wernbloom         | Zweden                | IFK Göteborg             | AZ                       | Circa € 2.500.000, -                                 |
| Robert Willemse          | Nederland             | VVV-Venlo                | SV Venray                | Transfervrij                                         |
| Danny Wintjens           | Nederland             | VVV-Venlo                | Fortuna Sittard          | Transfervrij                                         |
| Ricky van Wolfswinkel    | Nederland             | Vitesse                  | FC Utrecht               | Circa € 2.800.000, -                                 |
| Vito Wormgoor            | Nederland             | FC Utrecht               | De Graafschap            | Verhuurd                                             |
| Jan Wuytens              | België                | Heracles Almelo          | FC Utrecht               | Circa € 900.000, -                                   |
| Stijn Wuytens            | België                | De Graafschap            | PSV                      | Was verhuurd                                         |
| Abubakari Yakubu         | Ghana                 | Vitesse                  | Clubloos                 |                                                      |
| Género Zeefuik           | Nederland             | PSV                      | FC Dordrecht             | Verhuurd, was verhuurd aan FC Omniworld              |
| Demy de Zeeuw            | Nederland             | AZ                       | AFC Ajax                 | Circa € 8.000.000, -                                 |
| Ramon Zomer              | Nederland             | FC Twente                | N.E.C.                   | Was al verhuurd                                      |
| Mike Zonneveld           | Nederland             | PSV                      | FC Groningen             | Verhuurd                                             |
| Theo Zwarthoed           | Nederland             | RKC Waalwijk             | FC Volendam              | Transfervrij                                         |

2007/08 (zomer · winter) · 
2008/09 (zomer · winter) · 
2009/10 (zomer · winter) · 
2010/11 (zomer · winter) · 
2011/12 (zomer · winter) · 
2012/13 (zomer · winter) · 
2013/14 (zomer · winter) · 
2014/15 (zomer · winter) · 
2015/16 (zomer · winter) · 
2016/17 (zomer · winter) ·
2017/18 (zomer · winter) ·
2018/19 (zomer · winter) ·
2019/20 (zomer · winter) ·
2020/21 (zomer · winter) ·
2021/22 (zomer · winter) ·
2022/23 (zomer · winter) ·
2023/24 (zomer · winter) ·
2024/25 (zomer · winter) ·